# Filipijnse keuken
De  Filipijnse keuken is, net als de Filipijnen zelf, door de eeuwen heen onder invloed van verschillende culturen geëvolueerd. Ze is beïnvloed door de Chinese, Maleisische, de Spaanse, en in mindere mate door de Amerikaanse en Indiase cultuur, wat geresulteerd heeft in een unieke, multiculturele combinatie van ingrediënten en gerechten. De schotels variëren van een eenvoudige maaltijd van vis en rijst tot rijkgevulde paella's en cocidos.
Enkele populaire gerechten zijn lechon (een in zijn geheel geroosterd varken), longanisa (inheemse worst); tortas (eierwraps), Pan de sal (broodjes), adobo (kip en/of varkensvlees dat in knoflook, sojasaus en azijn wordt gesmoord), kalderetang kambing (rijke geitenstoofpot), kare-kare (ossenstaart, rundvleesbrokken en/of pens gekookt in pindasaus), sinigang (een tom yam - achtig gerecht), pancit (geroerbakte pasta), lumpia (verse of gebakken loempia's) en halo-halo (een koud gemengd fruitdessert).

## Geschiedenis
Toen de eerste restaurants in 19de eeuw werden gevestigd, werd Chinees voedsel de hoofdmoot van de zogenaamde pansiteria's, waarbij het voedsel Spaanse namen kreeg. Comida China (Chinees voedsel) omvat arroz caldo (rijst en kippenhaverbrij), en morisquetatostada (gebakken rijst). De invloed van de Spanjaarden op het voedsel kwam zowel van Spanje zelf als uit Mexico, aangezien de Filipijnen in eerste instantie door de onderkoning van Mexico werden geregeerd.
Andere culturen die de Filipijnse keuken in de loop der jaren beïnvloed hebben, zijn de Franse, de Italiaanse, die uit het Midden-Oosten, de Japanse, de Thaise en de Vietnamese. Daarnaast zijn culinaire gewoonten uit China, Spanje, Mexico en de Verenigde Staten in de Filipijnse keuken geïntegreerd.

## Buitenlandse invloeden

### Spaanse invloed
Spanje heeft de Filipijnen bijna 400 jaar overheerst. Culinaire historici claimen dat hierdoor zo'n 80% van de Filipijnse gerechten van Spaanse origine is. Omdat de Spanjaarden tot de elite van het land behoorden, waren ook de gerechten van de Filipino's uit de elite Spaans georiënteerd. Veel van de gerechten die traditioneel geserveerd worden op de Filipijnse fiestas en speciale gelegenheden dragen nog steeds Spaanse namen zoals: relleno, morcon, paella, callos, embutido en caldereta.

### Chinese invloed
Nog voor de Spanjaarden in de Filipijnen arriveerden, werd het land reeds aangedaan door Chinese handelaren. Veel handelaren vestigden zich er uiteindelijk ook. Zij introduceerde het roerbakken en het frituren. Ook werden pastagerechten als bihon, miki, sotanghon, mami, lomi en miswa geïntroduceerd. Gezamenlijk worden deze gerechten ook wel aangeduid als pancit. Restaurantjes die deze gerechten serveren worden ook wel panciterias genoemd. Naast genoemde invloeden introduceerden de Chinezen ook het gebruik van sojaproducten.

### Westerse invloed
Als gevolg van westerse invloeden zijn de Filipino's overgestapt van het eten met de handen naar het eten met bestek. Hierbij is het gebruik van een lepel en een vork het gebruikelijkst. De lepel wordt vaak gebruikt als een soort mes om eten in kleinere stukjes te scheuren.

## Basisbestanddelen van de Filipijnse keuken
Het basisbestanddeel van Filipijnse gerechten is rijst. Net als in de meeste Aziatische landen (met uitzondering van Noord-China), wordt rijst (kanin) verbouwd en gegeten. De rijst wordt eenvoudigweg gekookt. Er zijn echter vele manieren om rijst en rijstebloem te gebruiken. Het wordt onder andere gebruikt in cakejes, zoetigheden en andere snacks. Wanneer gekookte rijst met knoflook wordt gebraden, wordt het sinangag genoemd. Dit wordt vaak geserveerd met gebakken eieren en tocino (gezoet cured vlees) of longganisas als bestanddeel van het ontbijt. Andere inheemse basisingrediënten zijn maïs, bananen en brood.
Vis en schelpdieren zijn erg populair in de Filipijnen. Tilapia, melkvis (bangus), rode koraalbaars (lapu-lapu), garnalen (hipon), makreel (galunggong), mosselen (tahong), tweekleppige schelpdieren (tulya), grote en kleine krabben - (alimango of alimasag), maar ook vissen als de marlijn en weekdieren als inktvis (pusit) zijn gewilde vangsten. Verder zijn populair: zeekomkommers, zee-egels, zeeoren, paling en zeewier.

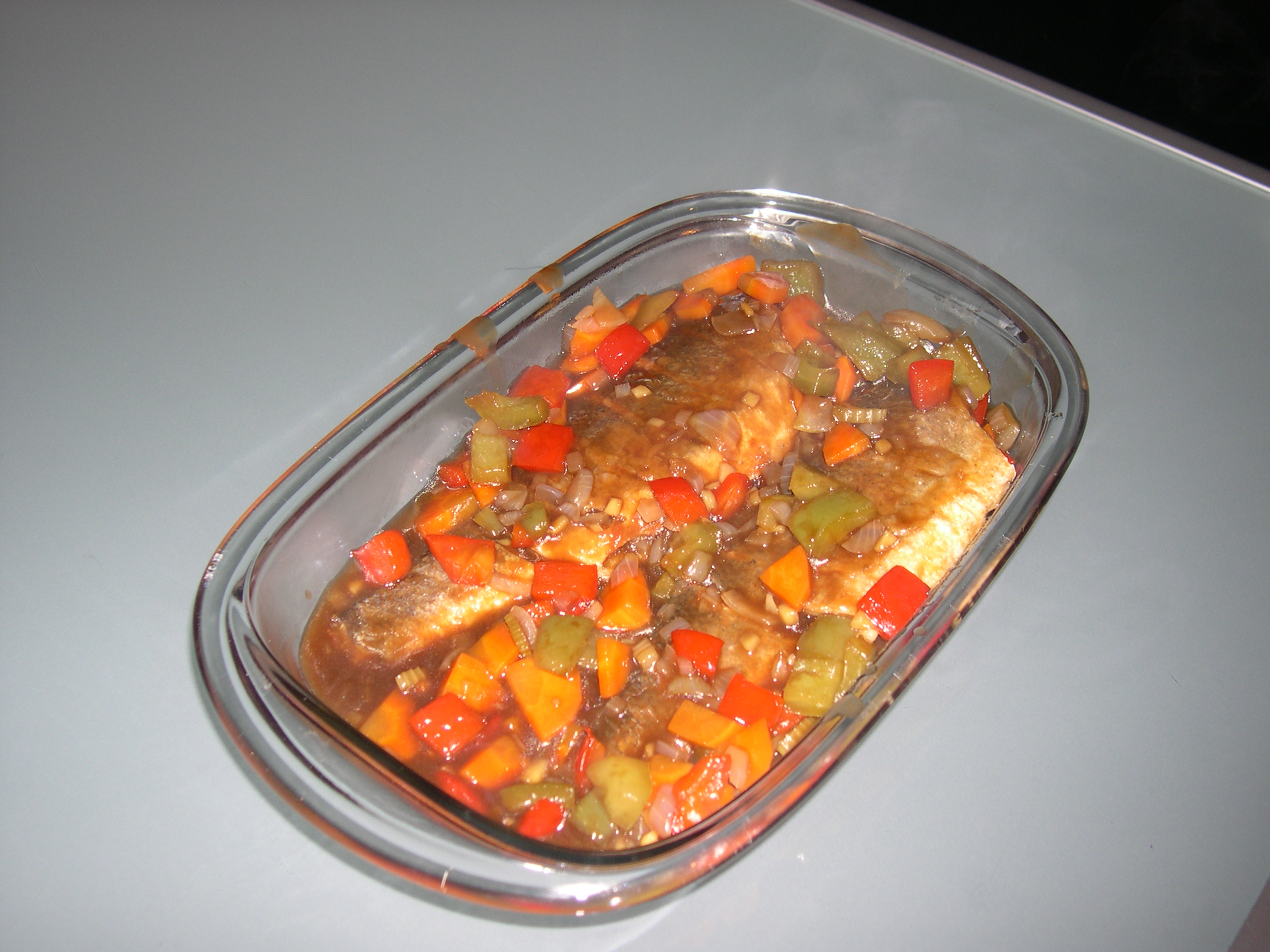
Vis Escabeche (Vis in zoetzure saus)

Vis wordt gewoon gezouten en gefrituurd (pinirito) gegeten als een eenvoudige maaltijd met rijst en groenten. Grotere vissen kunnen worden ingesneden en in een zure bouillon (die bekendstaat als sinigang naisda) worden gekookt, gesudderd in azijn en peper (paksiw) of gebarbecued op houtskool (inihaw). Diegenen die haute cuisine verkiezen eten hun vis escabeche (in een zoetzure saus) of relleno (zonder graat en gevuld). Vis wordt ook wel gerookt (tinapa) en in de zon gedroogd (daing), waardoor het de hele dag opgediend kan worden.
Het hele jaar door worden diverse wortelgewassen geoogst. Enkele voorbeelden van veel gebruikte gewassen zijn aardappels, wortelen, taro (gabi), maniok (kamoteng kahoy), paarse yam (ube) en zoete yam (kamote). Kamote kan worden fijngehakt, met bruine suiker bestrooid en gebraden en doorstoken. Dit resulteert dan in een kamote-ketting (een populaire gekaramelliseerde snack).
Het eten in de Filipijnen wordt vaak gegeten met een dipsaus (sawsawan). Gebakken voedsel wordt vaak in azijn gedoopt of in een dipsaus gemaakt van sojasaus, calamansisap en azijn. Ook vissaus (patis) vis/garnalensaus ('bagoong) en vermalen gember (luya) wordt vaak toegevoegd aan de gerechten tijdens het koken of bij het serveren.

## Ontbijt
Een traditioneel Filipijns ontbijt bevat meestal de volgende onderdelen:
- Pan de Sal - Dit (in tegenstelling tot wat men zou verwachten uit de naam) zoete broodje wordt gewoonlijk gesmeerd met boter, jam, pindakaas, marmelade of kesong puti
- Kesong puti  - is een zachte frisse kaas die van de melk van een carabao wordt gemaakt
- Champorado  is een soort rijstpudding met een chocoladesmaakje. Champorado moet niet verward worden met de Mexicaanse drank champurrado (met warme chocolade)
- Sinangag - is gebakken knoflookrijst
- Itlog na Pula - zijn gezouten eendeneieren die gewoonlijk geserveerd worden met tomaten, uien en sinangag
- Tapa - is gedroogd of cured rundvlees of hertenvlees. Meestal wordt het vlees gebakken of gegrild. Wanneer tapa, sinangag en itlog tezamen worden geserveerd wordt dit ook wel tapsilog genoemd. Tocino, sinangag en itlog wordt tosilog genoemd en longanisa, sinangag en itlog noemt men longsilog.

## Merienda
Merienda  is een snack de gewoonlijk wordt genuttigd in de middag tussen de lunch en het avondeten. Filipino's hebben als invulling van een dergelijke merienda een aantal opties om samen met de traditionele koffie (kape) te nemen.
Broodjes zoals pan de sal, ensaymada en empanada worden veel gegeten. Ook rijstcakejes (kakanin) zoals kutsinta, sapin-sapin, palitaw, biko, suman, bibingka en pitsi-pitsi worden veel genuttigd. Andere zijn: kleine gedeelten pancit kanton of geroerbakken noedels, empanada of empanaditas, dat zijn vleespasteien van fijngehakt varkensvlees, erwten en zoete rozijnen, of een kom puto (zoete gestoomde muffins van de rijstbloem) en dinuguan (een kruidige en zurige hutspot van varkensvlees en bloed). Andere snoepjes zoals, hopia (gebakjes gelijkend op maancakes) en bibingka (zoete hete rijstcakes met gezouten eieren en kaas op de bovenkant) zijn ook favorieten.
De laatste jaren wordt vaak een snack geserveerd tussen het ontbijt en de lunch tijdens speciale gelegenheden zoals lange symposiums en workshops. Dit is niet een merienda in de traditionele zin van het woord.

## Pulutan
Pulutan is een woord dat „vingervoedsel“ betekent. Niettemin af en toe gegeten met een vork wordt Pulutan als voorgerecht of als snack opgediend, die met alcoholische of niet-alcoholische dranken wordt begeleid.
- Geroosterde adidas - of gebakken kippenpoten
- Chicharon - gezouten, droge en gebraden varkensvleessnippers
- Chicharong bituka - de knapperige darmen van het varken (ook genoemd bulaklak)
- Mani - Gezouten of kruidige gebraden pinda's, die soms met knoflook op smaak worden gebracht
- Varkensvleesbarbecue  - Filipijnse saté, die in een speciaal mengsel wordt gemarineerd
- Sisig - fijngehakte wangen van het varken die met kruiden en specerijen worden gekookt en nog sissend worden opgediend op een hete plaat.
- Siomai - Chinese bollen (gestoomde vleesballetjes die in wontonomslagen worden gevouwen) gedompeld in sojasaus met geperste kalamansi (citroen Philippine)
- Lumpiang Shanghai - kleine gebraden loempiaatjes gevuld met fijngehakt vlees
- Tokwa't baboy - gebraden tofoe met varkensvleesbijproducten (gewoonlijk een van beide varkensoren en ingewanden), ondergedompeld in knoflook op smaak gebracht met sojasaus/azijn

### Fiesta's
Een paar Filipijnse vrouwen verbinden en bereiden onvermoeibaar samen verfijndere schotels bij feestelijke gelegenheden voor. De lijsten worden vaak met dure en arbeid-intensieve traktaties geladen die uren van voorbereiding vereisen. Lechon, een geheel geroosterd zogend varken, staat in het middelpunt. Ham, die met ananassap wordt bedropen en die met helder-rode kersen titillate hongerig na de lange Kerstdienst wordt versierd. Rellenong Manok, een gehele uitgebeende kip die met een smakelijk mengsel van ham, fijngehakt varkensvlees, rozijnen, en chorizos—wordt gevuld verrukt zowel zijn betekenis van smaak als gezicht. Het mengen van einoedels en chorizos, fruitcocktail met een plons van room, condenseerde melk en suiker, en pastel DE pollo (de pastei van de kippenpot met chorizos) wenkt met een zwaar aroma. Een verscheidenheid van schotels bij de partij zijn gewoonlijk gediende buffet-stijl in palayoks (kleipotten de vorm van kleine ketels).

## Populaire Filipijnse delicatessen
- Adobo - een schotel met vele varianten, de meest voorkomende ingrediënten zijn varkensvlees en kip, die gestoofd worden in sojasaus, azijn, knoflook en hele peperkorrels
- Arroz caldo - een Spaans geïnspireerd gerecht van kleefrijst, kip en gember. De rijst wordt gekookt samen met kip en gember gekookt. De garnering is gesneden lente-ui of gebakken knoflook, het gerecht wordt ook wel "lugaw" genoemd
- Balut - gekookte eendeneieren. De bevruchte eieren van eend ontwikkelen door tot een bepaalde grootte in de embryonale fase om vervolgens gekookt te worden
- La Paz Batchoy - een bamisoep van dungesneden orgaanvlees van varken (hart, lever, nier). De garnering bestaat uit verkruimelde chicaron, gehakte groenten. Soms wordt er een rauw ei over gebroken
- Bibingka - een warme rijstcake bedekt met boter, plakken kesongputi (witte kaas) en itlog na maalat (gezouten eendeneieren), en soms geraspte kokosnoot
- Binakol - warme kippensoep met kokosvlees
- Binatog - graanpitten met verscheurde kokosnoot
- Bistek - dun gesneden rundvlees dat in sojasaus en kalamansi wordt gemarineerd
- Knapperige pata - gemarineerde varkensgewrichten, knapperig gouden bruin gefrituurd. De gewrichten vormen een klein gedeelte, dus wordt het het gehele been gewoonlijk opgediend.
- Dinuguan - ook „bloedhavermoutpap“, een schotel van varkensbloed, ingewanden en vlees.
- fishballs/squidballs - worden algemeen bevroren bewaard en typisch door venters verkocht
- Goto - havermoutpap met rijst en ossepens
- Isaw - gekruide varkens- en/of kippendarmen. Populair straatvoedsel
- Kesong puti - is een zachte witte kaas die van de melk van de karbouw wordt gemaakt
- Kinilaw - ruwe vis die in azijn wordt gekookt, soms met kokosmelk, uien, kruiden en andere lokale ingrediënten. Het is vergelijkbaar met ceviche
- Kutsinta - cake van ongepelde rijst
- Leche flan - karamelvla die met eieren en melk wordt gemaakt
- Lechon - geheel geroosterd speenvarken, biggetje (lechonillo) of kalf (lechong baka).
- Longanisa - zoete of kruidige zelfgemaakte worsten.
- Lumpiang sariwa - verse loempia's die met een zoete saus worden opgediend
- Lumpia - gebakken loempia, die met gekookt rundergehakt en groenten wordt gevuld
- Lumpiang Shanghai - kleine gebakken loempiaatjes, met fijngehakt varkensvlees en garnalen gevuld en die met zoetzure saus worden opgediend
- Mamon - een boterachtig zoet biscuitgebak dat zachter is dan boterkoek
- Nata de coco - taai, doorzichtig, gelatineachtig voedsel dat door bacteriële gisting van kokosnotenwater wordt geproduceerd
- Palitaw - rijstpasteitjes met sesamzaad, suiker, en kokosnoot
- Penoy - Hard gekookte eendeneieren
- Pichi-Pichi - maniokpasteitjes met kokosnoot
- Pinakbet - in bagoong gestoofde groenten, vaak met dungesneden varkenslappen
- Puto - zoete gestoomde rijstmuffins
- Sinigang - een met tamarinde verzuurde soep, typisch met varkensvlees, rundvlees, of zeevruchten gemaakt
- Sapin-sapin - uit drie verschillend gekleurde lagen bestaande snoepjes die van rijstbloem, paarse yam en kokosmelk worden gemaakt.
- Sorbetes - roomijs, maar hoofdzakelijk met kokosmelk gemaakt. Beschouwd door velen als "vuil roomijs"
- Suman - kleverige rijststokken die in banaan of palmbladeren worden verpakt. Zij worden ondergedompeld in suiker en soms met rijpe mango's gegeten
- Tinola - soep van in stukken gesneden hele kip, gember, groene papaja en spinazie of malunggay-bladeren
- Tocino - gezoet gebakken of geroosterd vlees. Het vlees (kip, rund of varken) wordt van tevoren gemarineerd
- Ukoy - garnalen en pompoenfriten
- Betamax - gemeenschappelijk straatvoedsel, geroosterd droog kippenbloed, dat in blokjes wordt opgediend, de oorsprong van de naam komt door de regelmatige vorm en de zwarte kleur, het heeft veel weg van cassettebandjes
- Tokneneng - grotere versie van kwek-kwek.

## Filipijnse dranken en cocktails
Het klimaat van de Filipijnen wordt gekenmerkt door een hoge luchtvochtigheid, een hoge temperatuur en overvloedige regenval. Dit zijn redenen waarom gekoelde dranken populair zijn.
- Salabat - gemberthee
- Sago't gulaman - een op smaak gebrachte bevroren drank met agargelatine en tapiocaballen of -parels
- Verse mangoshake - rijpe mango's die met melk, ijs en suiker worden gemengd
- Pandanijsthee - thee van pandanbladeren  en citroengras
- Groene mangoshake - groene mango's die met stroop worden gemengd
- Lambanog - sterke alcoholische drank die van kokosnotenaftreksel wordt gemaakt.
- Brandewijn-ijstheepoeder - een populaire cocktail en een deel van verscheidene cocktails van likeuren en sappoeder

## Ander voedsel
De Filipijnen bezitten niet alleen de traditionele cuisine. De populaire cuisine en restaurantketens wereldwijd zijn ook beschikbaar rond de archipel. Voorts is de Chinese bevolking (vooral in Manilla) beroemd om het vestigen van Chinese buurten, waarin hoofdzakelijk Chinese en door de Chinese keuken beïnvloede gerechten kunnen worden gevonden. Deze komen vooral voor in stedelijke gebieden waar de grote toevloed van emigranten is gevestigd.